# San Giuseppe col Bambino (Giambattista Tiepolo Detroit)
Il San Giuseppe col Bambino di Detroit è il frammento maggiore di una pala di Giambattista Tiepolo, dipinta tra il 1767 e il 1769 per la costruenda chiesa di San Pasquale Baylon ad Aranjuez, oggi conservato nel Detroit Institute of Arts.
Altri due frammenti con angioletti si trovano un al Prado e l'altro al Courtauld Institute di Londra.

## Storia
Il dipinto faceva parte dell'estesa ma sfortunata serie dipinta dal Tiepolo per la nuova chiesa di San Pasquale Baylon di Aranjuez destinata ai francescani riformati, cosiddetti alcantarini.  La località sulla riva del Tago, celebrata per i suoi giardini, era un luogo di ritiro della famiglia reale e Carlo III voleva ora celebrarsi edificando lì la sua prima costruzione religiosa.

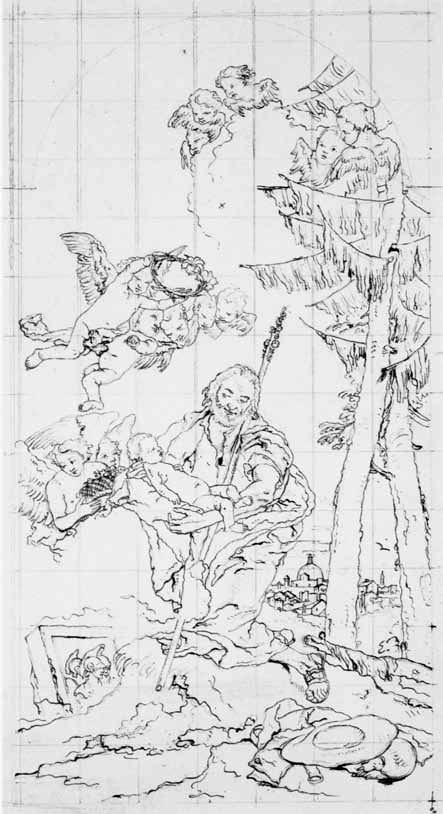
Giandomenico Tiepolo, Rilievo della pala definitiva di San Giuseppe col Bambino, 1770, Vevey, Musèe Jenisch

I lavori erano sotto il controllo di  Joaquin de Eleta, confessore del re e appartenente a quest'ordine religioso riformato. Un personaggio dal carattere difficile e forse prevenuto nei confronti del pittore. Secondo le sue istruzioni l'unico interlocutore diretto per Tiepolo doveva essere l'architetto del re Francesco Sabatini.
Nell'agosto del 1767 tutti i bozzetti erano finiti e furono spediti alla residenza reale estiva della Granja de San Ildefonso. Data la mancanza di risposte Tiepolo era piuttosto preoccupato e si risolse a scrivere chiedendo delucidazioni a Miguel de Muzquiz, che da segretario del re era divenuto ministro delle finanze. Ai primi di settembre giunse l'approvazione del re e Tiepolo iniziò a dipingere i quadri con l'aiuto dei figli. Le sette tele finite nell'agosto del 1769, per quanto approvate, rimasero nello studio del pittore per alcuni mesi in quanto la chiesa non era ancora finita. E quando vi vennero finalmente collocate nel maggio del 1770 Giambattista era morto da più di un mese.
Qualche mese dopo Carlo III decise di sostituire l'intero ciclo con nuovi quadri, sugli stessi temi, dipinti da Raphael Mengs e due suoi allievi, gli spagnoli Francisco Bayeu e Salvador Maella. Quando queste furono collocate, due anni dopo, i dipinti tiepoleschi vennero spostati nel vicino convento. Nel primo Ottocento alcune tele furono rimosse, l'Immacolata Concezione fu trasferita al Prado, e quando il convento fu soppresso nel 1836 vi rimanevano i due pendant ovali Sant'Antonio da Padova col Bambino e San Pietro d'Alcantara.
Fu probabilmente durante questi traslochi che la tela fu ridotta. La porzione principale, passata in più collezioni private madrilene, dopo un'asta a Londra fu donata all'attuale museo. Gli altri due frammenti, rimasti uniti fino al 1930, dapprima anch'essi in collezioni madrilene ebbero contorti percorsi nel mercato internazionale: il Putto con corona di gigli fu acquistato dal Prado nel 1933 e i Due cherubini fu acquistato a Roma nel 1959 e poi donato al Courtlaud Institute.

## Descrizione e stile
La commissione di rappresentare anche Giuseppe in una serie di santi francescani, se si eccettua la Immacolata Concezione  – tema particolarmente propugnato in Spagnae in special modo dagli alcantarini, è sicuramente conseguente al patronato del regno di Spagna per cui era stato scelto nel 1684. E la  chiesa di San Pasquale Baylon stava sorgendo su un terreno della residenza primaverile della corona.

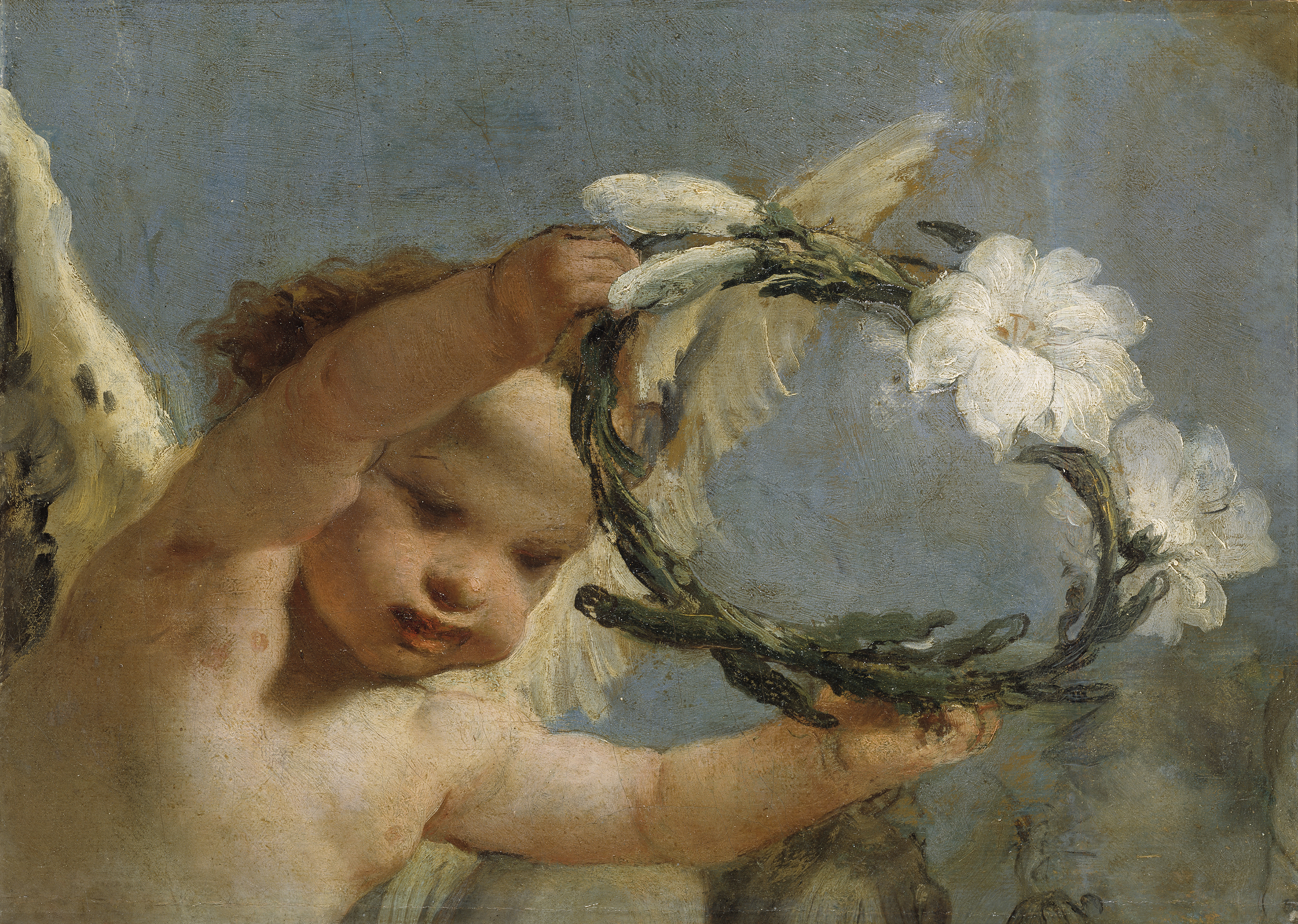
Putto con corona di gigli, frammento, 40 x 53 cm, Madrid, Museo del Prado

Avvolto in una luce fredda e azzurrina è da considerare tra le migliori opere finali del Tiepolo. I tre frammenti con l'aiuto del disegno di rilievo (forse una traccia di Giandomenico in preparazione di un'acquaforte perduta o mai eseguita) ci consente di comprendere le variazioni approntate da Tiepolo per stesura finale.
Giuseppe, inginocchiato, sostiene delicatamente il Bambino guardandolo con tenero rispetto e con la tristezza presago del destino finale. È rappresentato anziano, ma robusto come si conviene al suo ruolo di protettore dell'infante, con i capelli diradati. Tra le braccia, fermato dalla spalla, è il bastone fiorito, suo tradizionale attributo. A sinistra due angeli (uno malamente tagliato) porgono al piccolo un cesto di fiori. 

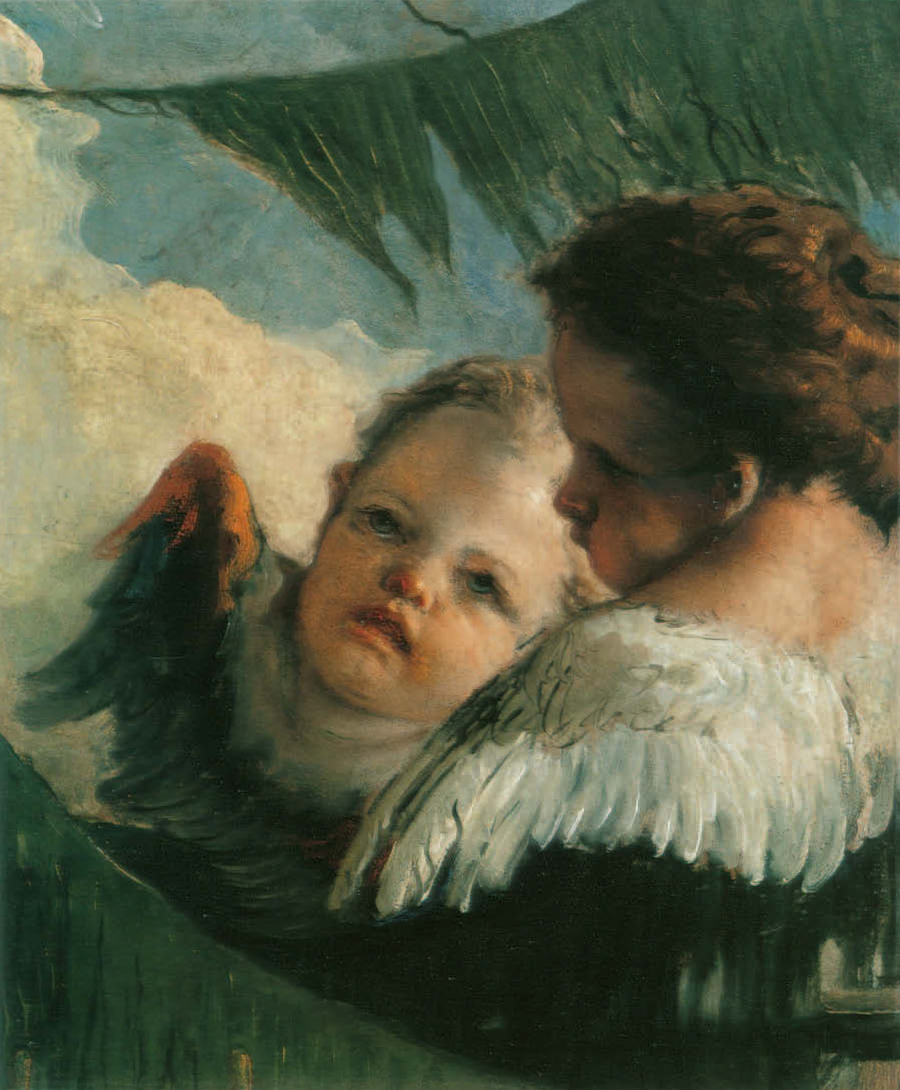
Due cherubini, frammento, 50,8 x 41,5 cm, Londra, Courtlaud Institute

Sul punto più alto aleggiano un putto e un cherubino, ma alla loro destra – appena percettibili – si vedono scendere le ali di altri due cherubini. Tutti questi formavano un animato e compatto gruppo con il putto che porta la corona di gigli (quello di Madrid): il resto del suo corpo scendeva a sinistra dell'altro – pudicamente coperto dal drappo giallo-rosato ancora visibile – ed evidentemente questa figura monca è stata cancellata dal frammento di Detroit.
A destra di Giuseppe, verso il basso, è un misterioso paesaggio urbano con una chiesa evidenziata dalla prominente cupola. Il paesaggio originariamente si prolungava dietro i tronchi di due alberi.
Tutta la parte bassa del quadro è stata eliminata, compreso un piede di Giuseppe: a destra sparsi sul terreno dovevano essere gli attrezzi da falegname e a sinistra, affiorante dal suolo, la una porzione di bassorilievo con dei volti coperti da elmi romani, evidente simbolo della caducità delle glorie terrene.  

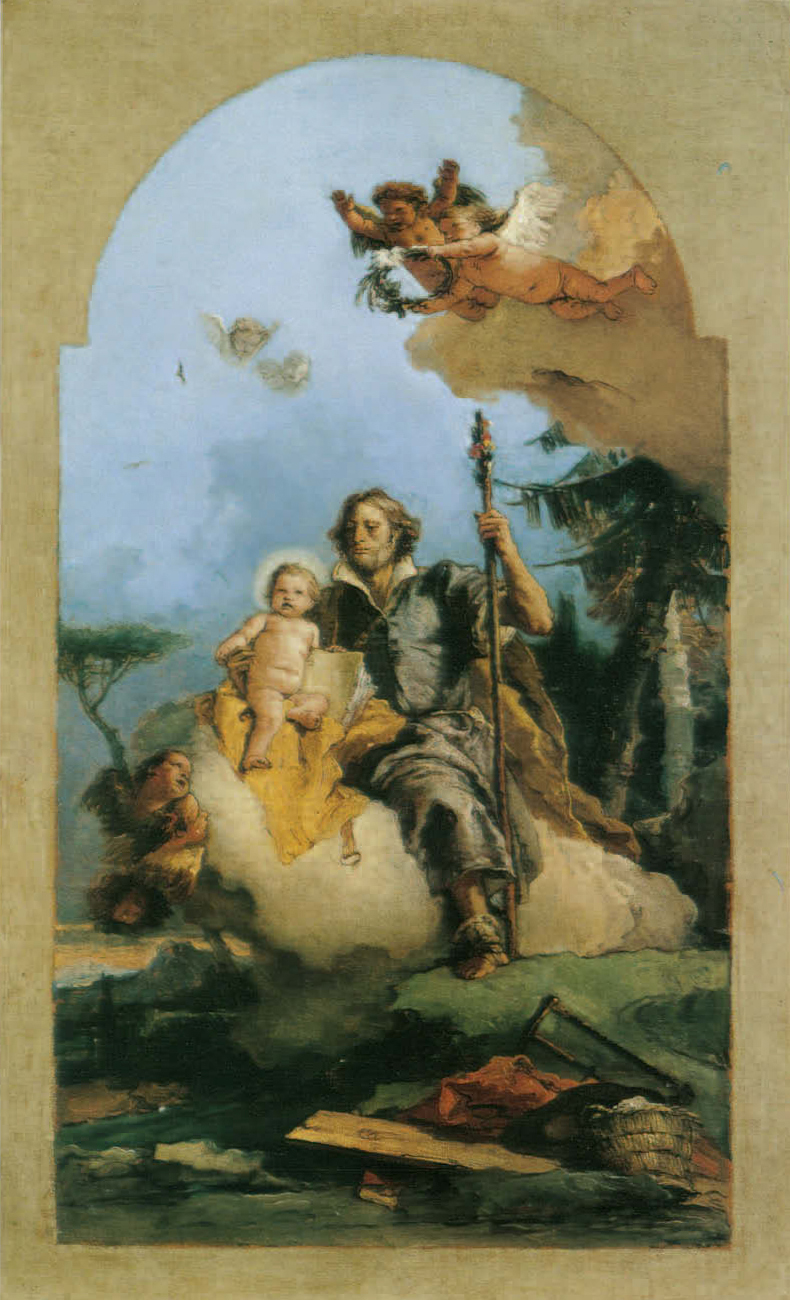
San Giuseppe col Bambino, 1767, bozzetto, olio su tela, Londra, Courtlaud Institutte

Gli altri due cherubini si trovavano ben staccati verso l'alto del quadro, tra le fronde dei due abeti che coprivano parzialmente il paesaggio sottostante. La bocca di uno appare aperta, come a cantare le lodi del messia.
Più in alto al centro della lunetta dovevano aleggiare tra le nuvole altri tre cherubini, ora irrimediabilmente perduti.
Questa pala nella sua relizazione finale si stacca, molto più ch le altre per San Pasquale Baylon, dal modelletto, e specialmente nella resa delle figure principali.
A parte queste è rilevante la sostituzione con la veduta di una città di quello che era un paesaggio naturale piuttosto generico.
È probabile che la scelta di modificare la posizione di Giuseppe e del bambino, seduti fianco a fianco su di una nuvola sia stata una imposizione volta a rendere meno prominente la figura del santo.
Non sono noti ulteriori bozzetti o disegni. Per cui resta sospesa la risposta alla domanda se sia stato il pittore a scegliere di invecchiare Giuseppe, presentato nel bozzetto decisamente più giovane e aitante.
Infatti nella Spagna dal controriforma in poi si era consolidata una rappresentazione giovanile di questi: un esempio tra tutti il San Giuseppe col Bambino di Bartolomé Esteban Murillo a Siviglia. Ma questa scelta era sostenuta particolarmente dai Gesuiti, espulsi dal regno nel 1767. E se era uso abbastanza diffuso in Italia mostralo piuttosto anziano Tiepolo lo aveva dipinto in maniere piuttosto varie anche nelle telette della fuga in Egitto realizzati probabilmente contemporaneamente alle pale di Aranjuez.